# Vicente Coello
Vicente Coello Girón (Valencia, 25 de diciembre de 1915-Madrid, 27 de diciembre de 2006) fue un periodista y guionista de cine español.
Licenciado en Derecho, inició su carrera periodística en el Diario Levante de su ciudad natal, para continuar después en Jornada, el diario deportivo Marca y en Radio Valencia. Dirigió más tarde Radio Mediterráneo y colaboró como crítico de cine en la prensa diaria levantina. Establecido en Madrid, fue cofundador de la revista Triunfo, junto a José Ángel Ezcurra y comenzó a trabajar como guionista de cine sin abandonar el periodismo. A lo largo de su dilatada carrera llegó a realizar, en solitario o conjuntamente, 67 guiones, algunos de los cuales de películas como Pequeñeces (dirigida por Juan de Orduña, 1950), Los ladrones somos gente honrada (1956), Atraco a las tres (junto a Pedro Masó y Buscando a Mónica, ambas dirigidas por José María Forqué, 1962) o Vente a Alemania, Pepe (1970). Muchos de los guiones los elaboró junto a Vicente Escrivá, siendo guionista de la mayoría de las películas en las que fue protagonista Paco Martínez Soria. Fue galardonado con la Medalla de Oro de la Academia del Cine en 1996.

## Premios
Medallas del Círculo de Escritores Cinematográficos
| Año  | Categoría            | Películas              | Resultado |
| ---- | -------------------- | ---------------------- | --------- |
| 1964 | Mejor guion original | Vacaciones para Ivette | Ganador   |